# Baggio
Baggio é uma localidade da comuna italiana de Pistoia, da província de Pistoia, na região da Toscana.